# Pierre Gailhard

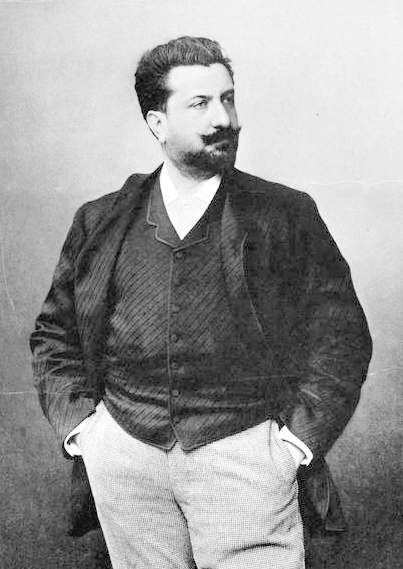
Pierre Gailhard

Pierre „Pedro“ Gailhard (* 1. August 1848 in Toulouse; † 12. Oktober 1918 in Paris) war ein französischer Opernsänger (Bass) und Theaterdirektor.

## Leben
Gailhard begann seine Ausbildung in Toulouse und studierte dann am Conservatoire de Paris, unter anderem bei Revial, Joseph-Antoine-Charles Couderc und Charles-François Duvernoy. Sein Bühnendebüt gab er 1867 an der Pariser Opéra-Comique als Falstaff in Le songe d’une nuit d’été von Ambroise Thomas und blieb dort bis 1870. Ab 1871 war er an der Pariser Oper engagiert, deren Direktor er 1884 wurde. Er hatte diese Stelle mit einer Unterbrechung von 1891 bis 1893 bis zum Jahr 1908 inne.
Von Gailhard ist eine Aufnahme der Serenade des Valentin aus Gounods Oper Margarethe aus dem Jahr 1905 erhalten. Gailhards Sohn war der Komponist André Gailhard.